# Kalophrynus

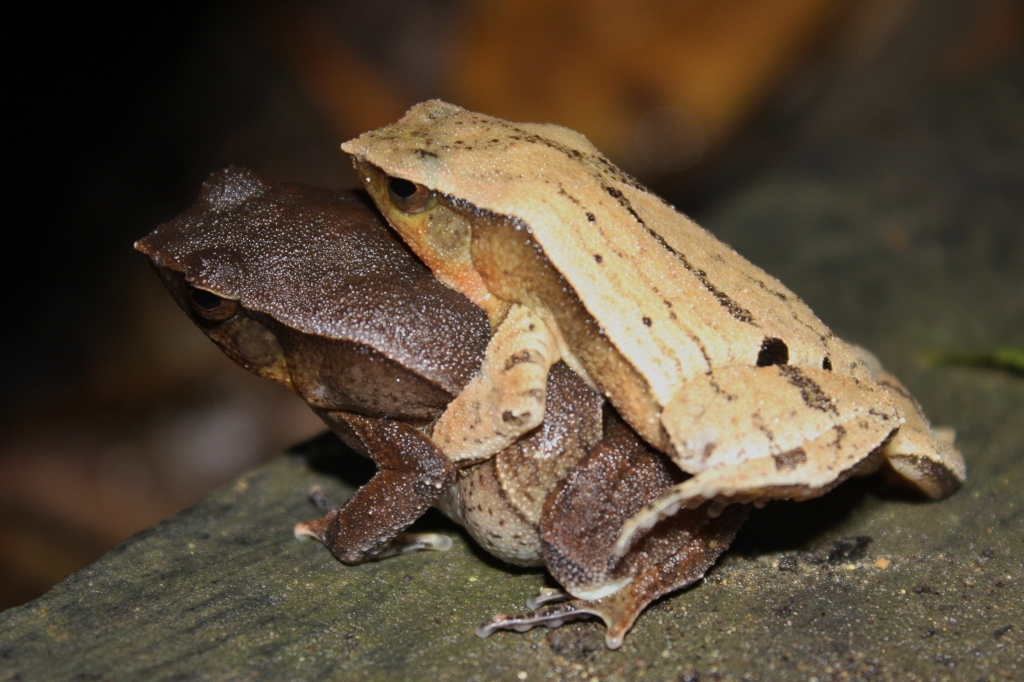
Männchen und Weibchen von Kalophrynus pleurostigma in Amplexus

Kalophrynus ist eine Amphibien-Gattung aus der Familie der Engmaulfrösche. Sie ist die einzige Gattung der Unterfamilie Kalophryninae.

## Beschreibung
Die Pupillen sind horizontal. Die Zunge ist elliptisch, birnenförmig oder fast kreisrund, ganzrandig und hinten frei abhebbar. Hinter den Choanen ist eine mehr oder weniger deutliche Querfalte vorhanden und zwei weitere Hautfalten vor dem Schlund. Die hinterste Hautfalte ist immer, die restlichen sind zuweilen gezähnelt. Das Trommelfell ist nicht in der Regel deutlich sichtbar. Die Finger sind frei. Die Zehen sind durch Schwimmhäute verbunden, die aber nicht zwischen die Metatarsen der 4. und 5. Zehe eingreifen. Finger- und Zehenspitzen sind niemals verbreitert. Die Endphalangen sind einfach und knöchern. Die Praecoracoide sind vorhanden, aber nur schwach ausgebildet und verläuft mit den breiten Coracoiden parallel. Das Omosternum und Sternum sind knorpelig. Die Querfortsätze des Sacralwirbels sind mäßig stark verbreitert.

## Vorkommen
Die Gattung kommt in Assam in Indien und vom südlichen China bis nach Java und zu den Philippinen vor.

## Systematik
Die Gattung Kalophrynus wurde 1838 von Johann Jakob von Tschudi erstbeschrieben. Sie ist die einzige Gattung der Unterfamilie Kalophryninae Mivart, 1869. Sie umfasst 21 Arten:
Stand: 1. Juni 2014
- Kalophrynus baluensis Kiew, 1984
- Kalophrynus barioensis Matsui & Nishikawa, 2011
- Kalophrynus bunguranus (Günther, 1895)
- Kalophrynus calciphilus Dehling, 2011
- Kalophrynus cryptophonus Vassilieva, Galoyan, Gogoleva, & Poyarkov, 2014[3]
- Kalophrynus eok Das & Haas, 2003
- Kalophrynus heterochirus Boulenger, 1900
- Kalophrynus honbaensis Vassilieva, Galoyan, Gogoleva, & Poyarkov, 2014[3]
- Kalophrynus interlineatus (Blyth, 1855)
- Kalophrynus intermedius Inger, 1966
- Kalophrynus limbooliati Matsui, Nishikawa, Belabut, Norhayati & Yong, 2012
- Kalophrynus menglienicus Yang & Su, 1980
- Kalophrynus minusculus Iskandar, 1998
- Kalophrynus nubicola Dring, 1983
- Kalophrynus palmatissimus Kiew, 1984
- Kalophrynus pleurostigma Tschudi, 1838
- Kalophrynus punctatus Peters, 1871
- Kalophrynus robinsoni Smith, 1922
- Kalophrynus subterrestris Inger, 1966
- Kalophrynus tiomanensis Chan, Grismer & Grismer, 2011
- Kalophrynus yongi Matsui, 2009